# Acanthocyclops skottsbergi
Acanthocyclops skottsbergi is een eenoogkreeftjessoort uit de familie van de Cyclopidae. De wetenschappelijke naam van de soort is voor het eerst geldig gepubliceerd in 1949 door Lindberg.